# Monumento di Beacon Hill
Il monumento di Beacon Hill (in inglese Beacon Hill Monument) si trova nell'omonimo quartiere di Boston nel Massachusetts. Il monumento originale è stato un'opera giovanile di Charles Bulfinch e la struttura recente rappresenta un importante punto di riferimento storico dell'area.

## Storia

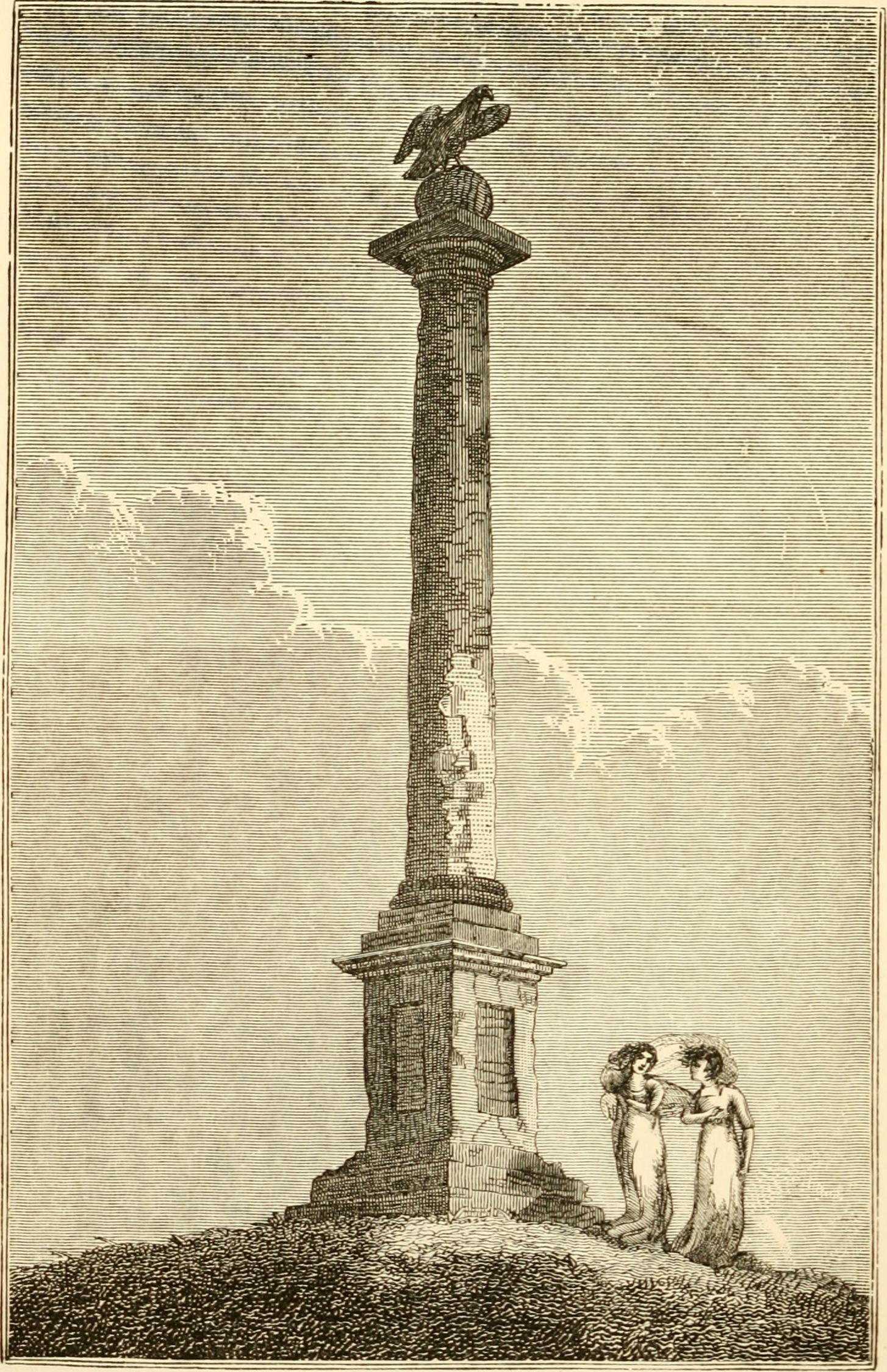
Monumento di Beacon Hill originale in una stampa del 1865

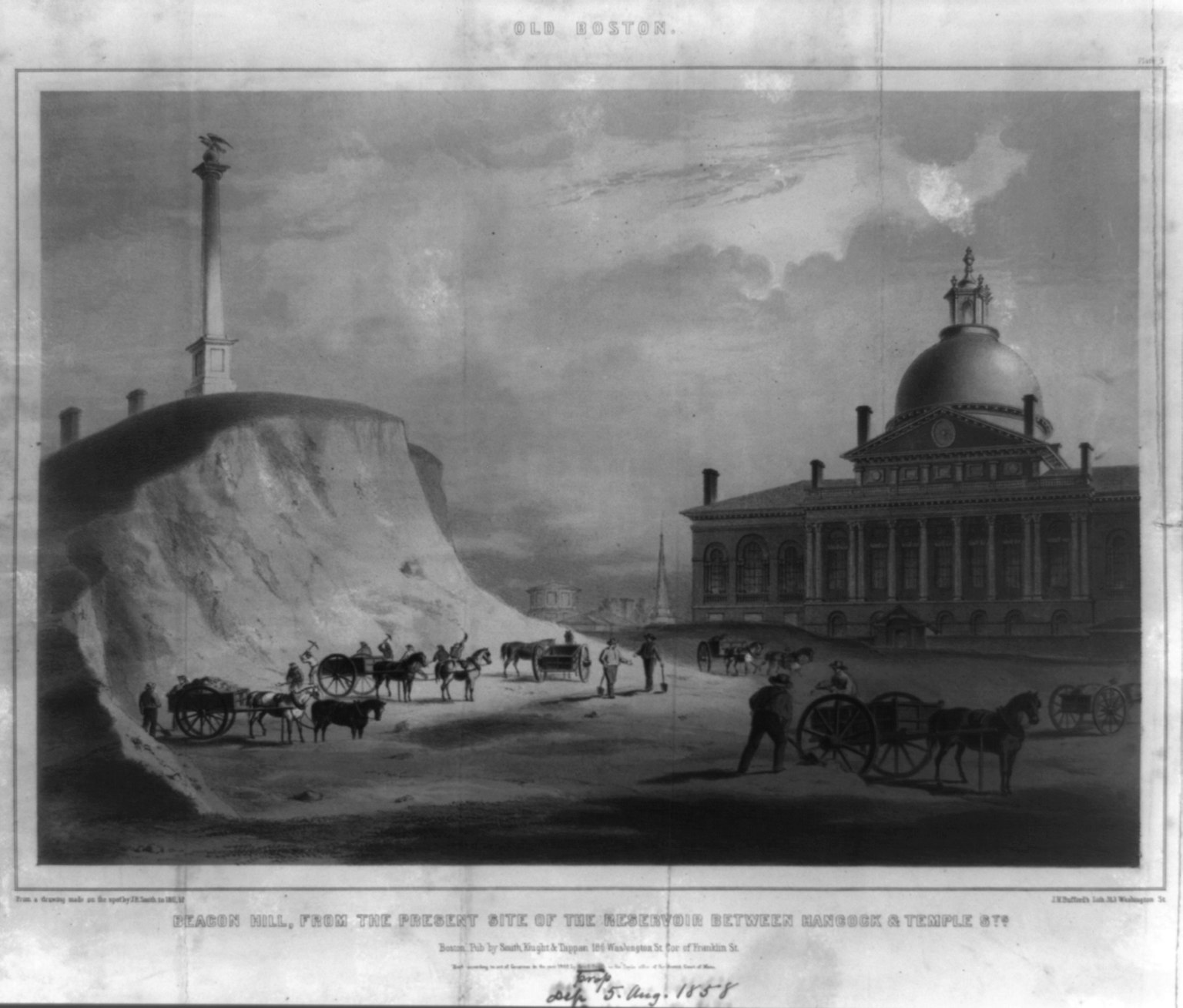
Lavori di demolizione della collina di Beacon, nel XIX secolo

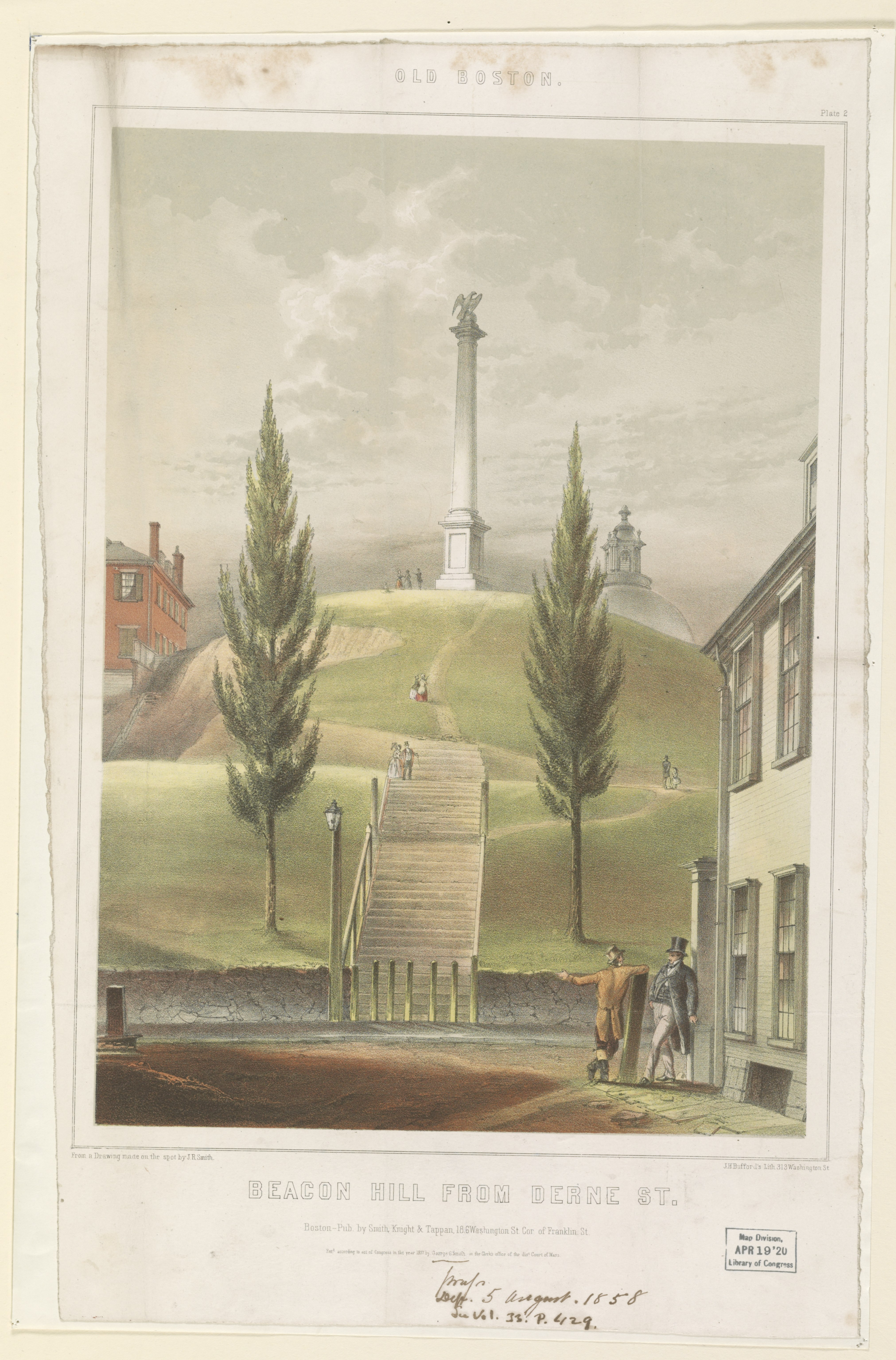
Monumento di Beacon Hill come appariva sulla collina prima della sua demolizione e successiva ricostruzione

Il Beacon Hill Memorial di Boston è stata tra le prime opere di Charles Bulfinch, realizzato tra il 1789 e il 1791 per commemorare il ruolo di Boston nella rivoluzione americana. Si trattava di un'alta colonna in stile dorico che sorreggeva un'aquila ed era stata collocata sopra la collina Beacon nel quartiere di Boston che ne ha preso il nome. La collina fu poi rasa al suolo tra il 1804 e il 1829. Durante queste operazioni, nel 1811, il monumento fu distrutto ma vennero conservate le targhe marmoree originali. Nel 1898 venne costruita con le medesime dimensioni la copia del monumento che era stato abbattuto e posta sul sito dove sino all'inizio del XIX secolo stava la cima della collina, nelle vicinanze della Massachusetts State House, palazzo realizzato su progetto dello stesso architetto bostoniano Bulfinch.

## Descrizione
Il monumento si trova nella parte alta di Beacon Hill sul sito dove anticamente si trovava una torre di avvistamento (Sentinel, Hill) che secondo i documenti storici non fu mai utilizzata per lo scopo e alla fine divenne un punto di riferimento. Dopo che la collina venne livellata e la colonna dorica che nel frattempo era stata progettata nel 1789 dall'architetto Charles Bulfinch sullo stesso punto geografico fu ricostruita una nuova struttura in marmo e granito sormontata da un'aquila. Sulla base che fa da piedestallo al monumento sono conservate le lapidi originali della colonna di fine XVIII secolo.